# Saša Lendero
Saša Lendero, slovenska pevka zabavne glasbe in televizijska voditeljica, * 6. avgust 1973, Ljubljana
Po njeni pesmi Ne grem na kolena (2006), ki je bila označena za plagiat pesmi Kanenas ciprske pevke Anne Vissi, sta Miha Šalehar in Dušan Moravec poimenovala svoj dokumentarni film Ne grem na koleno (2016).
Bila je finalistka slovenskega izbora Femme fatale 2007 revije Eva.

## Mladost
Rodila se je v Ljubljani Zali in Frenku. V osnovni šoli je v glasbeni štiri leta obiskovala ure kitare.
Hodila je na Gimnazijo Poljane.

## Študij
Leta 1999 je na Fakulteti za družbene vede v Ljubljani pridobila diplomo iz sociologije na temo Karierne možnosti glasbenika v Sloveniji. Napisala jo je na podlagi lastnih izkušenj, saj je v tem času že delala kot pevka.

## Kariera

### Petje
Prvo pesem, Skupaj midva, je posnela leta 1997 pri založbi Megaton, ki jo je na začetku 90. let ustanovil Goran Šarac.
Pri pevskih začetkih ji je pomagal Werner, nastopila je na njegovem albumu Meni si sojena (1998), ki ga je izdal pri založbi Mandarina. Kasneje je šla na samostojno pot pri založbi Menart Records, Werner je produciral njene prve tri albume.

### Menedžment
Z Miho Hercogom in Sabino Hribernik je solastnica podjetja Lendero, katerega del je glasbeno-produkcijska agencija Lendero&Co.

### Vodenje resničnostnih oddaj
Vodila je več resničnostnih oddaj: Ljubezen na seniku (2011, TV 3), Ljubezen na deželi (2013, Planet TV), Kmetija: Nov začetek (2014 in 2015, Planet TV) in The Biggest Loser Slovenija (2019, Planet TV).

## Zasebno
Z dolgoletnim partnerjem in sodelavcem Miho Hercogom ima hčer. Junija 2021 se je z njim na Gorenjskem tudi poročila. Januarja 2023 sta na družabnih omrežjih objavila, da sta se razšla.

## Nastopi na glasbenih festivalih

### EMA
- 2005: Metulj (Andrej Babić - Saša Lendero - Miha Hercog) - 2. mesto (27.825 telefonskih glasov)[21]
- 2006: Mandoline (Andrej Babić - Andrej Babić, Saša Lendero - Miha Hercog) - 2. mesto (24 točk)[22]

### Melodije morja in sonca
- 2012: Od Portoroža do Pirana (Aleš Klinar - Aleš Klinar - Miha Hercog) - 7. mesto (20 točk)[23]

## Diskografija

### Singli
- Dotakni se me tam (2011) - pesem oddaje Ljubezen na seniku[24]
- Levinja (2007)[25]
- Ne grem na kolena (2007)
- Mandoline (2006)
- Luna (2005)
- Metulj (2005)

### Albumi
- Ob tebi lepši je svet (Menart Records, 2008)
- Ne grem na kolena (Menart Records, 2006) - prodano več kot 20.000 izvodov[26]
- Vesel božič (Menart Records, 2005)
- Zate noč, zame dan (Menart Records, 2004)
- Če boš moj (Menart Records, 2002)
- Saša (Menart Records, 2000)
- Meni si sojena - Werner (Mandarina, 1998)
- Najlepše želje -  Ansambel Toneta Žagarja (Helidon, 1997) - kot vokal

Vir